# Émile Peynot
Émile Edmond Peynot (1850-1932) fue un destacado artista y escultor francés del neoclasicismo.
Nació en Villeneuve-sur-Yonne en el año 1850 y es conocido por su victoria en el Premio de Roma de escultura. Adquirió notoriedad también por sus trabajos como grabador de medallas. La mayor parte de sus obras están realizadas en bronce, tanto las esculturas como las medallas. La temática más extensa de estas figuras es la de los personajes del norte de África.
Sus trabajos fueron apreciados también en Latinoamérica, donde se pueden encontrar esculturas en Argentina y Ecuador. En Buenos Aires es muy conocido su altorrelieve Ofrenda floral a Sarmiento, al cual se le suelen colocar ofrendas florales cuando se homenajea la figura de ese prócer argentino. En Quito, por otro lado, La Lucha Eterna es considerada una de las más bellas esculturas que se encuentran en el espacio público de la ciudad.

## Obras famosas
- Una de sus piezas más famosas es la estatua de Henri Schneider, erigida en Le Creusot[6]
- Otro trabajo famoso es la estatua de un árabe limpiando su arma, que se vendió por un montón de dinero en 2000[7]

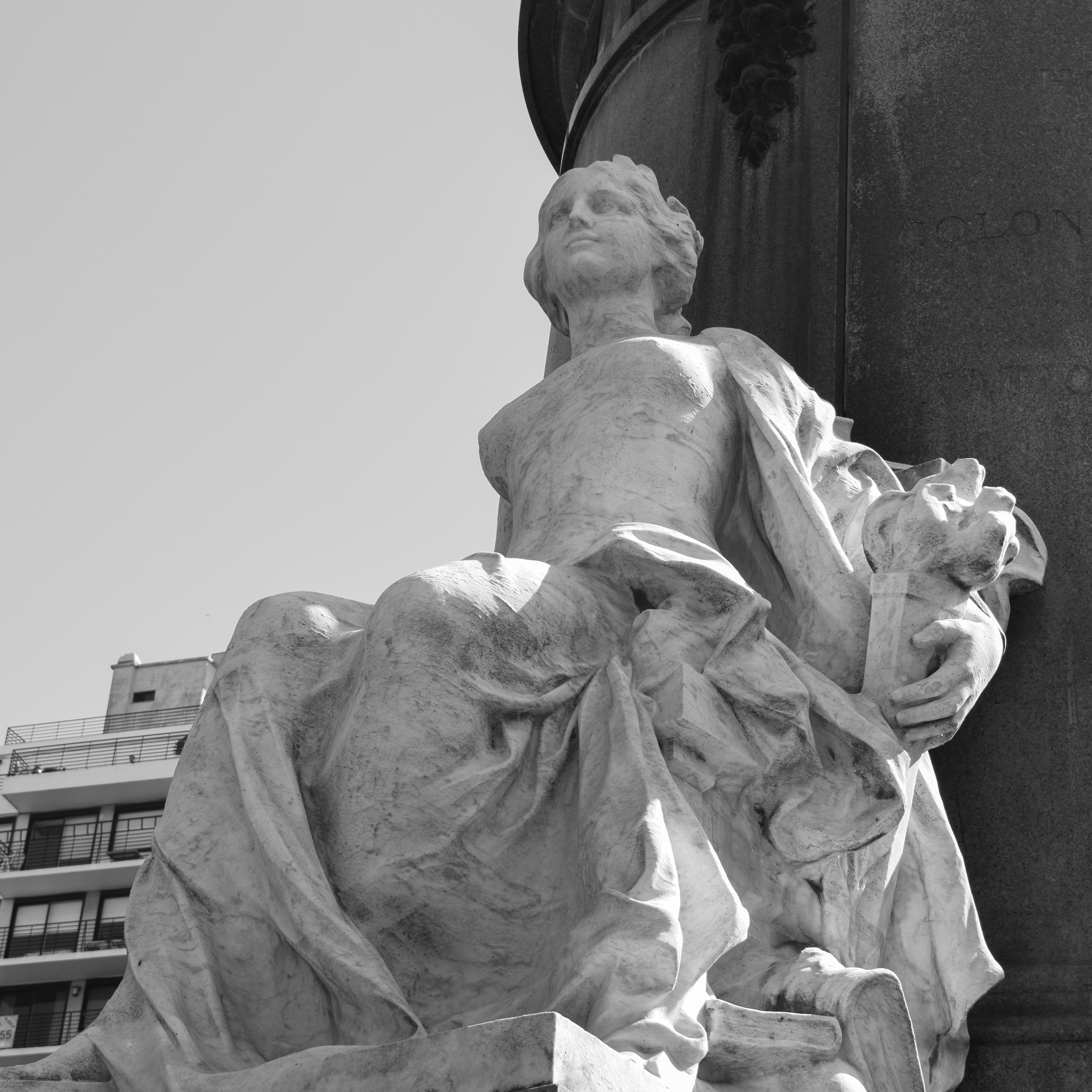
Una de las cuatro figuras alegóricas ubicadas en los vértices de la Escultura "Francia a la Argentina" (Buenos Aires)

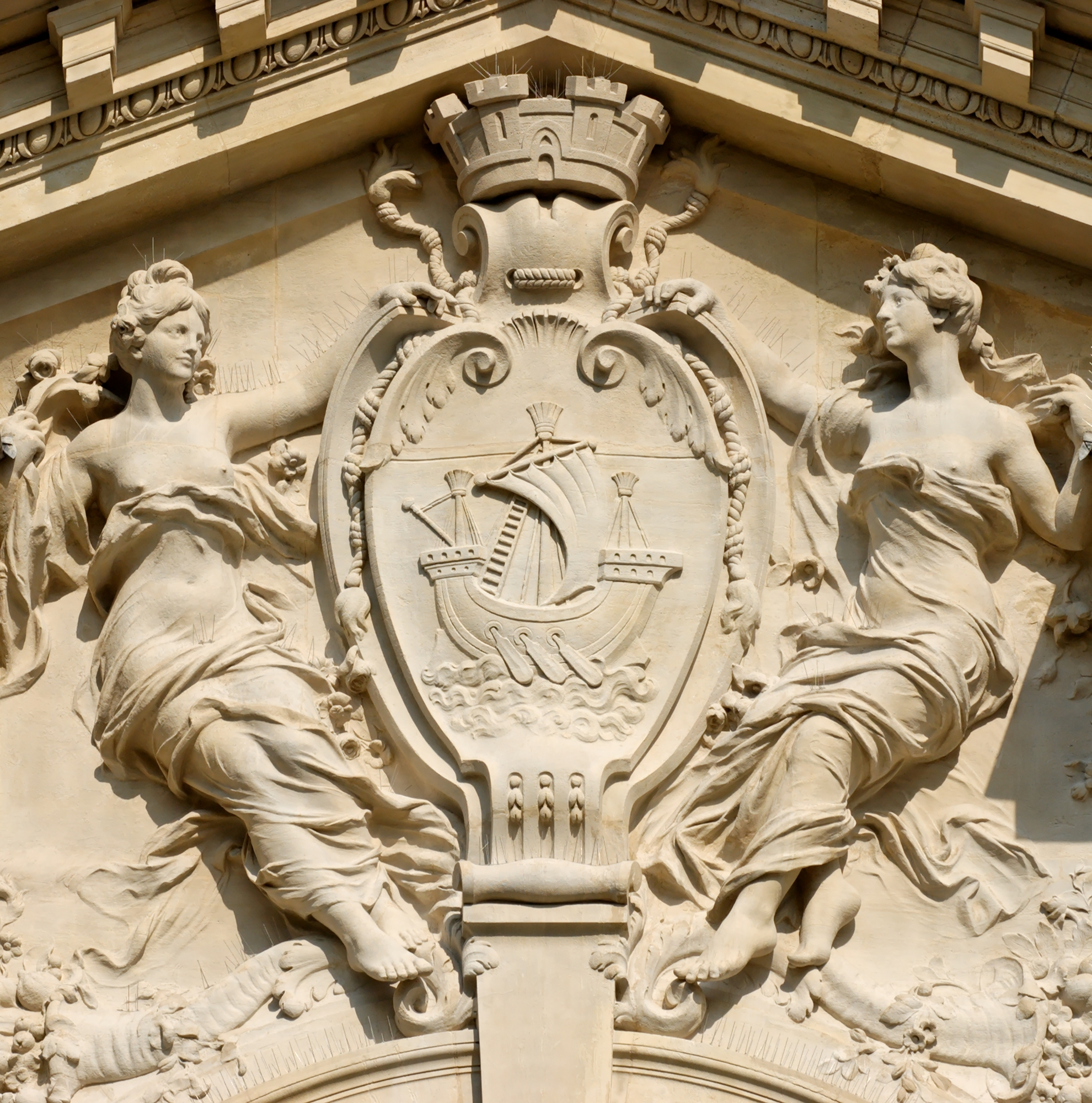
Escudo de París, detalle de la fachada del Petit Palais (París).
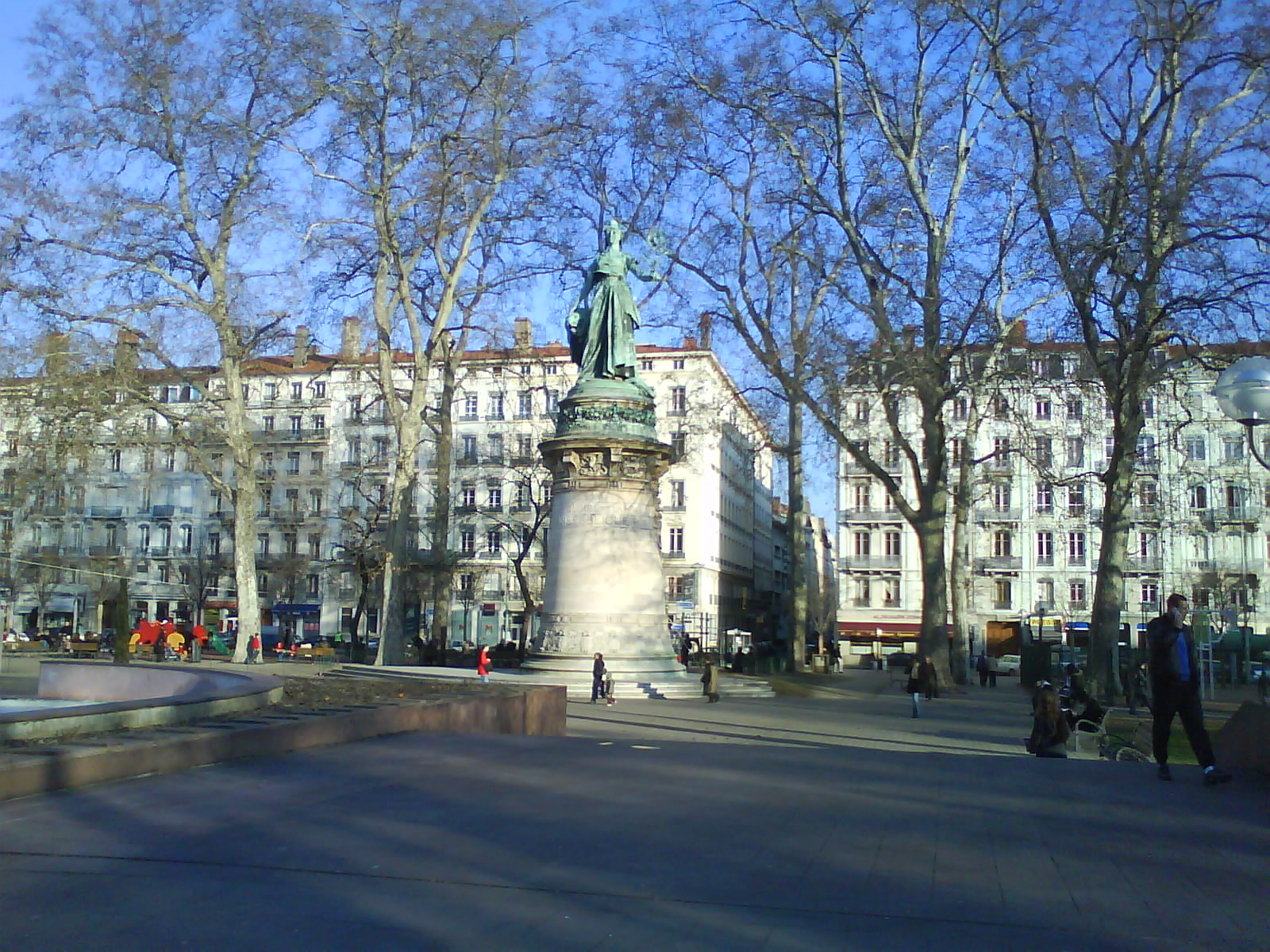
Estatua de la República en la Plaza Carnot (Lyon).
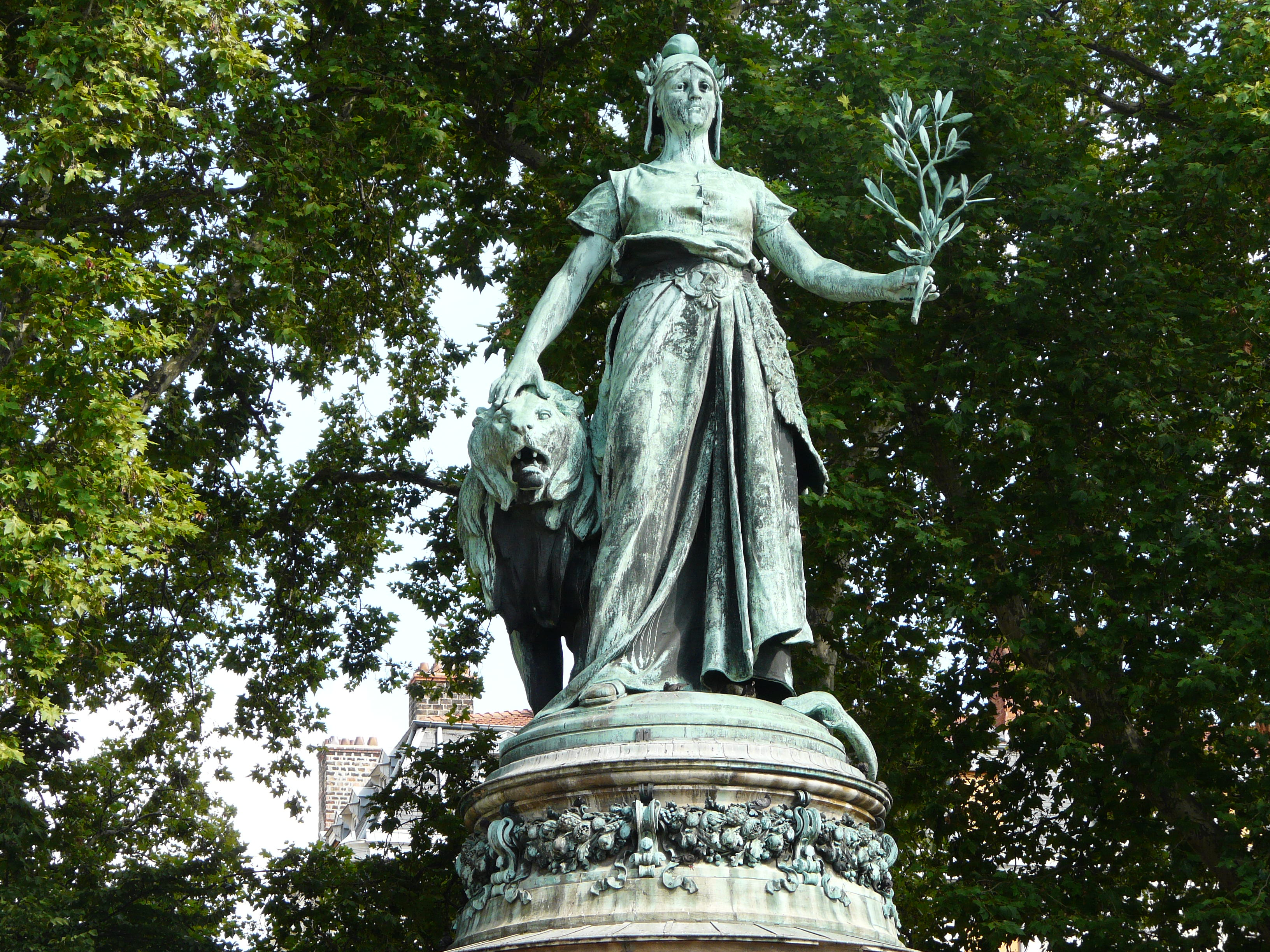
Detalle de la anterior
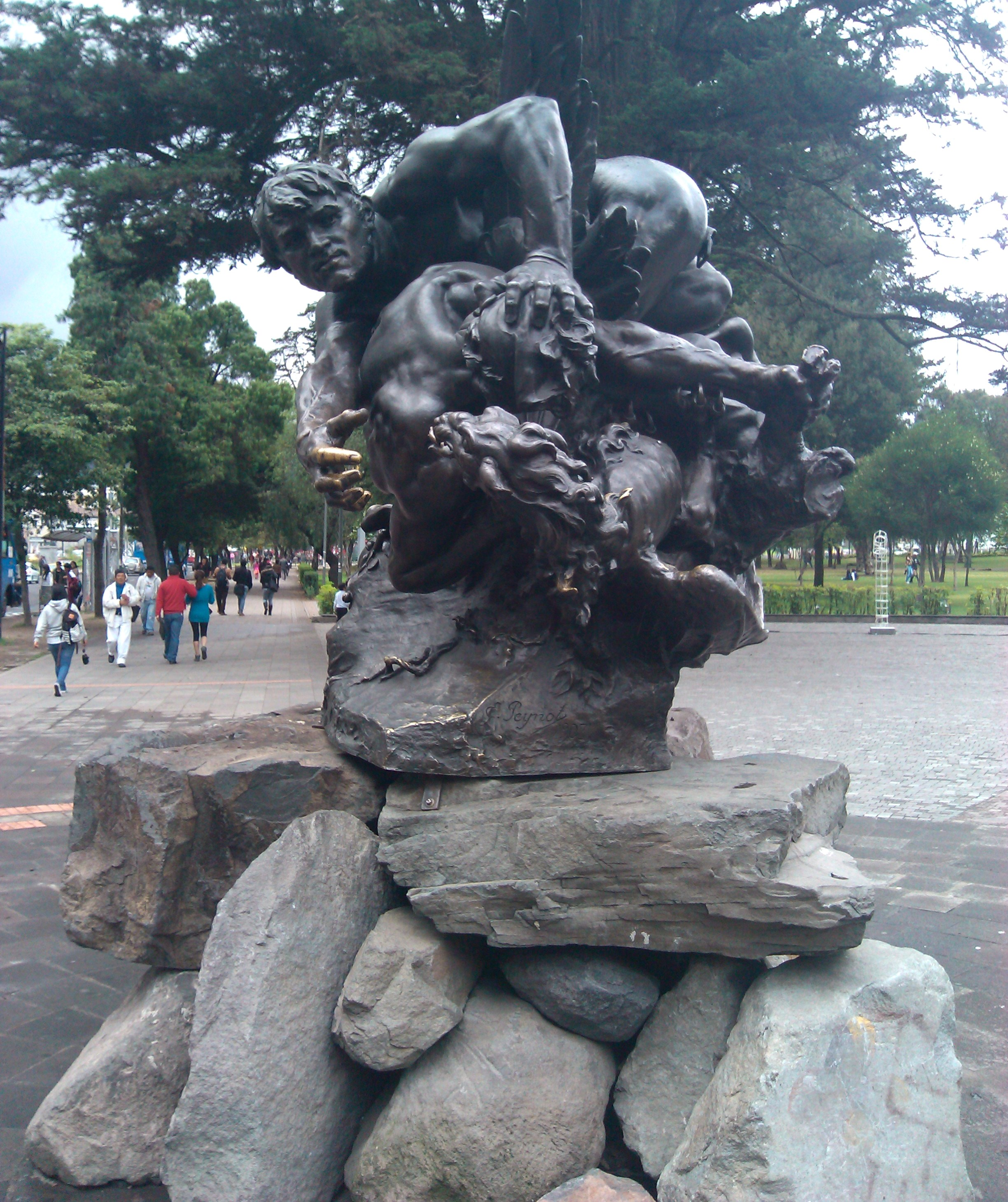
La lucha eterna (1903[4]), en el paseo norte del parque El Ejido (Quito).
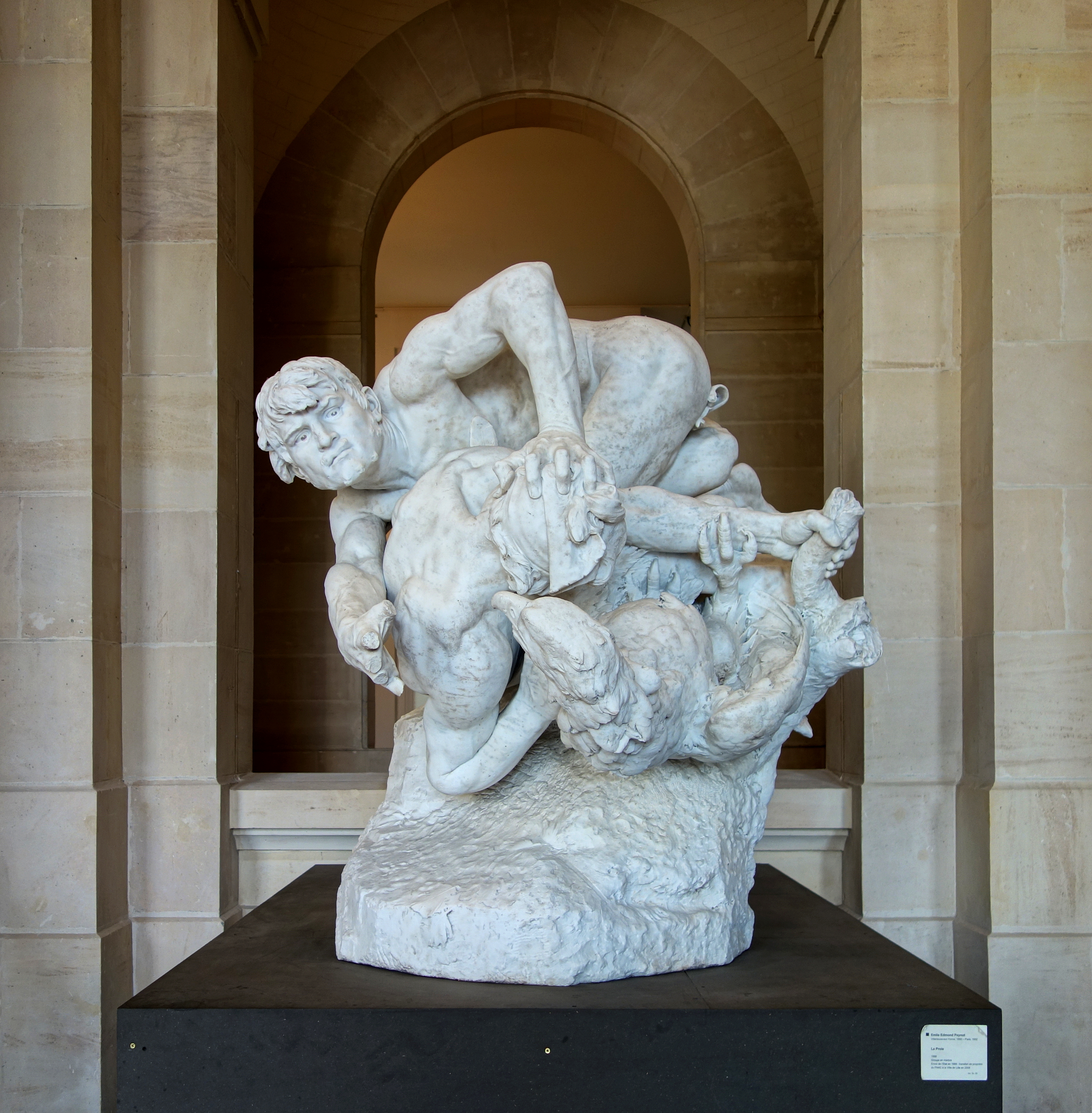
La presa (1888), Palais des Beaux-Arts de Lille.

(pinchar sobre la imagen para agrandar)